# 5 (szám)
Az 5 (öt) (római számmal: V) a 4 és 6 között található természetes szám, és egyben számjegy is. A számjegy ASCII kódja: 53, vagy 0x0035.

## A szám a matematikában
A tízes számrendszerbeli 5-ös a kettes számrendszerben 101, a nyolcas számrendszerben 5, a tizenhatos számrendszerben 5 alakban írható fel.
Az 5 páratlan szám. Kanonikus alakban az 51 szorzattal, normálalakban az 5 · 100 szorzattal írható fel. Két osztója van a természetes számok halmazán, ezek növekvő sorrendben: 1 és 5.
Bell-szám. A harmadik prímszám. Mivel felírható 22 + 1 alakban, Fermat-prím; ezért az ötoldalú szabályos sokszög a szerkeszthető sokszögek közé tartozik. Az 5 a harmadik Sophie Germain-prím, az első biztonságos prím, a harmadik Catalan-szám és a harmadik Mersenne-prímkitevő. Az öt az első Wilson-prím és a harmadik faktoriálisprím, továbbá váltakozó faktoriális. Az öt az első jó prím. Kiegyensúlyozott prím. Eisenstein-prím, képzetes rész nélkül, és 3n − 1 alakú valós résszel. Az egyetlen szám, ami két ikerprím-párosnak is része. Primoriálisprím. Kongruens szám.
Az 5 n2 + 1 alakú prímszám (lásd: Landau-problémák).
Elsőfajú Szábit-prím.
Proth-prím, azaz k · 2ⁿ + 1 alakú prímszám.
Egy sejtés szerint az 5 az egyetlen páratlan érinthetetlen szám; ha ez a helyzet, az öt az egyetlen páratlan prímszám, ami nem egy osztóösszeg-sorozat alapját adja.
5 az ötödik Fibonacci-szám. Pell-szám és Markov-szám. Az 5 az ötödik és hatodik Perrin-szám.
5 a legkisebb egész oldalú derékszögű háromszög átfogójának hossza.
Tízes és húszas számrendszerben az 5 1-automorf szám.
Az 5 és a 6 mindkét definíció szerint Ruth–Aaron-párt alkot.
A 6 hosszúságú Znám-probléma 5 megoldással bír.
Öt a második Sierpiński-szám, felírása: S2=(22)+1.
Míg a negyed- és alacsonyabb fokú polinomok zérushelyei általános módszerrel megkereshetők, az ötödfokú egyenletnek (és a magasabb fokú egyenleteknek) nincs általános megoldóképlete; ez az Abel–Ruffini-tétel.
Míg valamennyi, 4 vagy kevesebb csúcsú gráf síkba rajzolható, létezik olyan 5 csúcsú gráf, ami nem rajzolható síkba: a K5, azaz az 5 csúcsú teljes gráf.
Az öt oldalú sokszöget ötszögnek nevezik. Az ötszögű figurális számok az ötszögszámok. Az 5 ötszögszám, egyben négyzetes piramisszám. Középpontos tetraéderszám.
4 gyufa segítségével éppen 5 különböző (nem izomorf) gyufaszálgráfot lehet összeállítani (A066951 sorozat az OEIS-ben).

## A kémiában
- A periódusos rendszer 5. eleme a bór.

## A biológiában
Egy kézen öt ujj van.

## Öttagú csoportok
- Fúvósötös
- Kvintett
- Cambridge-i ötök
- Orosz ötök

## Egyéb jelentésben
- Kvintkör
- Ötfokú hangsorok: pentaton, pentachord
- Ötödik sugárút

## Az irodalomban
- Agatha Christie: Öt kismalac
- Jules Verne: Öt hét léghajón
- Kurt Vonnegut: Az ötös számú vágóhíd

## 5-ös számjelek

5-ös rovásjel
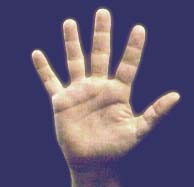
Az ötös szám a Kanadában használatos QSL (ISO) jelnyelven.